# Aloizio Mercadante
Aloizio Mercadante Oliva (Santos, 13 de maio de 1954) é um professor, acadêmico, economista e político brasileiro filiado ao Partido dos Trabalhadores (PT), do qual foi fundador. Foi ministro da Educação, da Ciência, Tecnologia e Inovação e da Casa Civil durante o governo Dilma Rousseff, vice-presidente do PT e presidente da Fundação Perseu Abramo, braço acadêmico do partido,, além de senador e deputado federal por São Paulo. É presidente do Banco Nacional de Desenvolvimento Econômico e Social (BNDES) desde fevereiro de 2023. 

## Biografia
Descendente matrilinear de italianos, é filho do general de exército e ex-comandante da Escola Superior de Guerra (1988–1990) Oswaldo Muniz Oliva.
Em 1973, ingressou na Faculdade de Economia da Universidade de São Paulo (USP) e começou a participar do movimento estudantil que se opunha à ditadura militar. Nesse contexto, ajudou a reconstruir o Diretório Central dos Estudantes (DCE) da USP.
Em 1975, presidiu o Centro Acadêmico dos Estudantes de Economia e tornou-se monitor do Departamento de Economia da USP.
Em 1976, graduou-se e, nos dois anos seguintes, fez o mestrado em economia na Universidade de Campinas (Unicamp). Na mesma época, participou de pesquisas realizadas pela Fundação Osvaldo Cruz (1977) e pelo Centro Ecumênico de Documentação e Informação (CEDI), em São Paulo (1978–1980).
Em dezembro de 2010, concluiu o doutorado em economia pela Unicamp. É professor licenciado da Pontifícia Universidade Católica de São Paulo (PUC-SP).
Mercadante foi vice-presidente nacional do PT e secretário de relações internacionais, além de integrante do Diretório Nacional e da Executiva Nacional. Participou da elaboração dos programas de governo do PT e foi coordenador da campanha presidencial do partido nas eleições de 1989 e 2002. Foi candidato à vice-presidência da República na chapa de Lula nas eleições de 1994.
A estreia mais efetiva de Mercadante na vida política começou na época da faculdade de Economia na USP. Ele foi presidente do Centro Acadêmico Visconde de Cairu (CAVC) em 1974 e 1975 e ajudou a organizar protestos contra os assassinatos do estudante Alexandre Vannucchi Leme e do jornalista Vladimir Herzog.
Em outubro de 1990, foi eleito deputado federal por São Paulo na legenda do PT com 119.765 votos, a maior votação do partido. Assumiu o mandato em fevereiro do ano seguinte e centrou sua atuação no Congresso na discussão de assuntos da área econômica e no combate à corrupção. Primeiro-vice-líder do PT na Câmara dos Deputados, integrou a Comissão de Finanças e Tributação, na qual permaneceu até 1994, e a Comissão Mista de Planos, Orçamentos Públicos e Fiscalização. Entre 1991 e 1998 foi também vice-presidente nacional do PT.
Na campanha de 1994, Mercadante abriu mão de uma provável reeleição para a Câmara dos Deputados e concorreu a vice-presidente da República na chapa de Lula.
Em 1996, coordenou o programa de governo do PT e foi candidato a vice-prefeito de São Paulo na chapa de Luiza Erundina. Foi protagonista no debate econômico nacional, participando de palestras e publicando artigos propondo um modelo alternativo de desenvolvimento. Este período resultou no lançamento do livro "O Brasil Pós-Real", organizado por Mercadante.
Em 1998, Mercadante voltou à Câmara dos Deputados como o terceiro deputado mais votado do país — 241.559 votos. Em seu segundo mandato, participou de diversas comissões especializadas nas áreas econômica, financeira e tributária. Presidiu a Comissão de Economia, Indústria e Comércio (1999), foi líder da Bancada do PT (2000) e membro das comissões de Relações Exteriores e Defesa Nacional e de Finanças e Tributação (2001).
Ao concorrer a uma vaga no Senado em 2002, Mercadante obteve a maior votação da história do país até então — 10 497 348 votos, recorde posteriormente superado por Aloysio Nunes, do PSDB, que obteve 11 182 669 votos nas eleições de 2010 e por José Serra, também do PSDB, que obteve 11 105 874 votos nas eleições de 2014. Em 2003, Mercadante foi admitido pelo presidente Lula à Ordem do Mérito Militar no grau de Grande-Oficial especial. No Senado, exerceu a liderança do governo até junho de 2006.
Em 2006, foi candidato ao governo de São Paulo pelo PT, quando obteve o maior número de votos do partido no Estado — 6 771 582 votos. Derrotado por José Serra, retornou ao seu mandato no Senado. Nesse mesmo ano, lançou o livro: "Brasil–Primeiro Tempo", uma análise comparativa do Governo Lula. De 2007 a 2008, presidiu a Comissão de Assuntos Econômicos (CAE) do Senado.
Durante o processo de cassação do senador Renan Calheiros (PMDB-AL), defendeu a junção de todas as denúncias contra Calheiros, para que os processos fossem julgados de uma única vez, em sessão aberta. Em discurso, defendeu sua posição: "Meu voto não foi de omissão, como alguns disseram. Foi um voto transparente, de quem entende que o julgamento de mérito se faz com base na conclusão do processo".
Em janeiro de 2009, foi eleito líder do PT no Senado. Em 20 de agosto de 2009, anunciou que iria renunciar ao cargo, por causa da decisão de seu partido de arquivar a abertura de investigação pelo Conselho de Ética contra o presidente da Senado Federal, José Sarney. No dia seguinte, porém, em discurso no Senado, após longa conversa noturna com o presidente Lula, afirmou que — contra a vontade de sua família — aceitava o pedido do presidente para que continuasse na liderança.

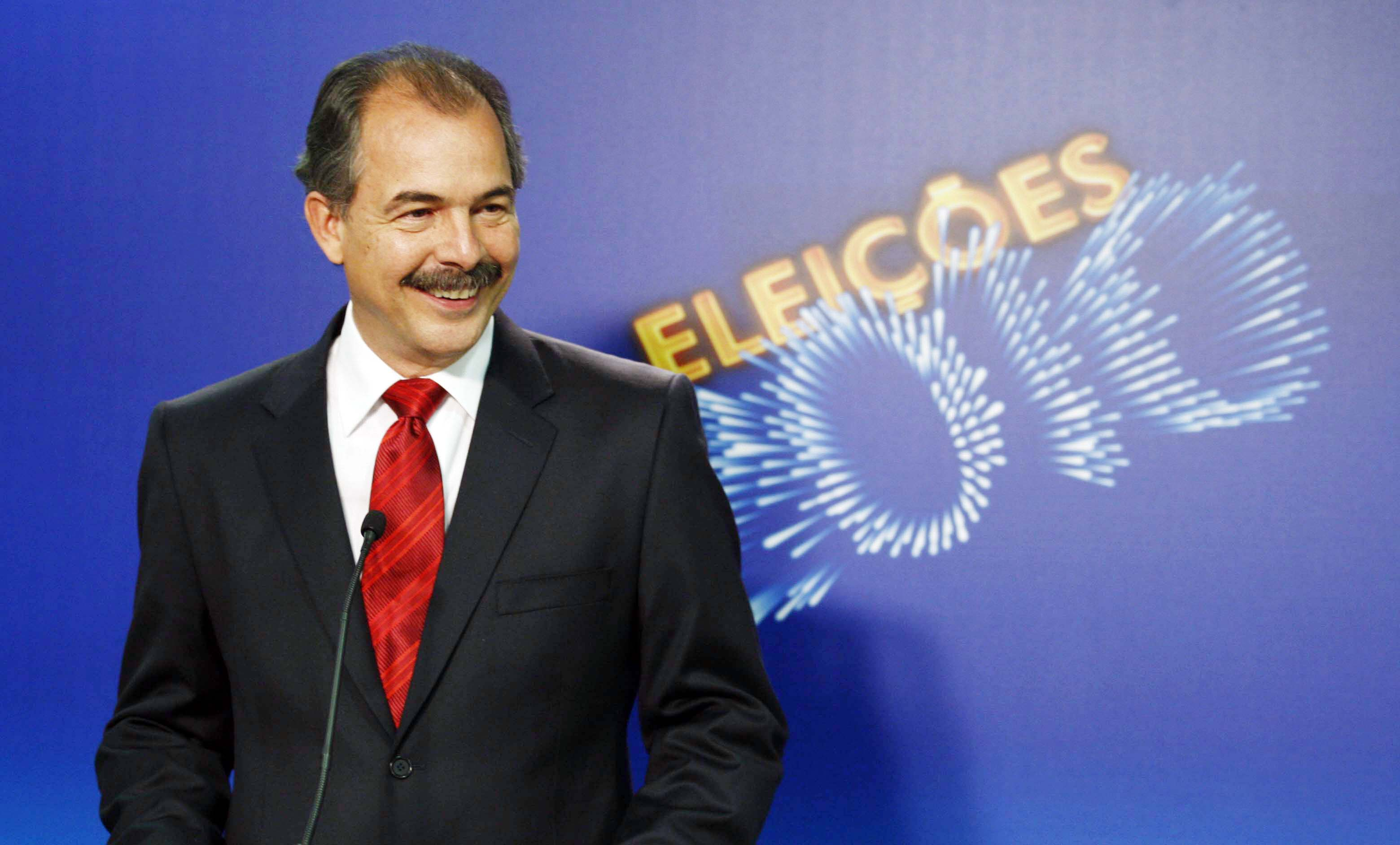
Então candidato ao governo de São Paulo durante as Eleições de 2010.

Em 2010, concorreu ao governo de São Paulo tendo o apoio das legendas PDT, PCdoB, PR, PRB, PPL e também buscou a aliança com PTdoB, PRP, PTC, PSL, PTN, sendo, porém, derrotado no primeiro turno por Geraldo Alckmin, que obteve 11,5 milhões (50,63 %) de votos contra 8,01 milhões (35,23%) de votos de Mercadante.

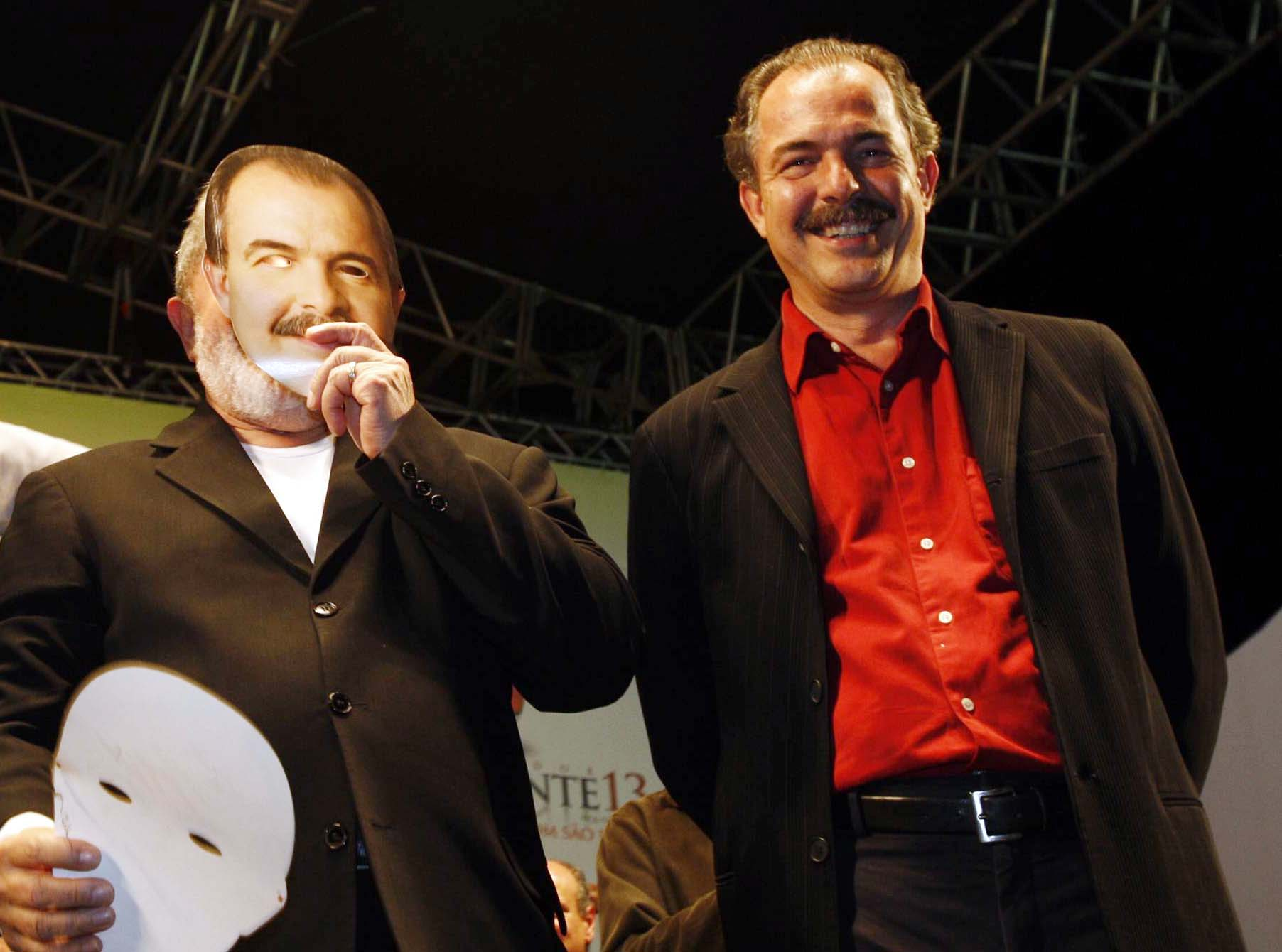
Lula utiliza máscara de Aloizio Mercadante em São Bernardo do Campo na campanha de 2010.

Foi convidado a integrar o governo da presidente Dilma Rousseff, assumindo o Ministério da Ciência, Tecnologia e Inovação em 2011. Em 18 de Janeiro de 2012, foi convidado para assumir o Ministério da Educação, devido à saída do então ministro Fernando Haddad para concorrer à Prefeitura de São Paulo.
Em 2012, defendeu Octávio Frias e o jornal Folha de S.Paulo de acusações de colaboracionismo com a ditadura militar dizendo que teve " a oportunidade de testemunhar o papel desempenhado pelo jornal, sob o comando de 'Seu Frias', na luta pelas liberdades democráticas".
Tornou-se ministro da Casa Civil em 3 de fevereiro de 2014, sendo confirmado no cargo em 31 de dezembro de 2014 para o segundo mandato de Dilma Rousseff.
Em 2 de outubro de 2015, retornou ao cargo de ministro da Educação, nele permanecendo até o afastamento da presidente Dilma em razão de processo de impeachment instaurado contra ela, quando foram exonerados todos os ministros.
Após sua saída do governo, Mercadante aposentou-se como senador.
Foi um dos membros fundadores do Grupo de Puebla, organização vista como a sucessora do Foro de São Paulo, fundada em Puebla (México), em 12 de Julho de 2019.
Integra o conselho editorial do Brasil 247.
Atualmente, é presidente da Fundação Perseu Abramo, braço acadêmico do Partido dos Trabalhadores.

### BNDES
Foi anunciado em dezembro de 2022 como presidente do BNDES para o terceiro governo Lula.  A posse de Mercadante e da nova diretoria aconteceu em 06 de fevereiro de 2023. 

## Operação Lava-Jato

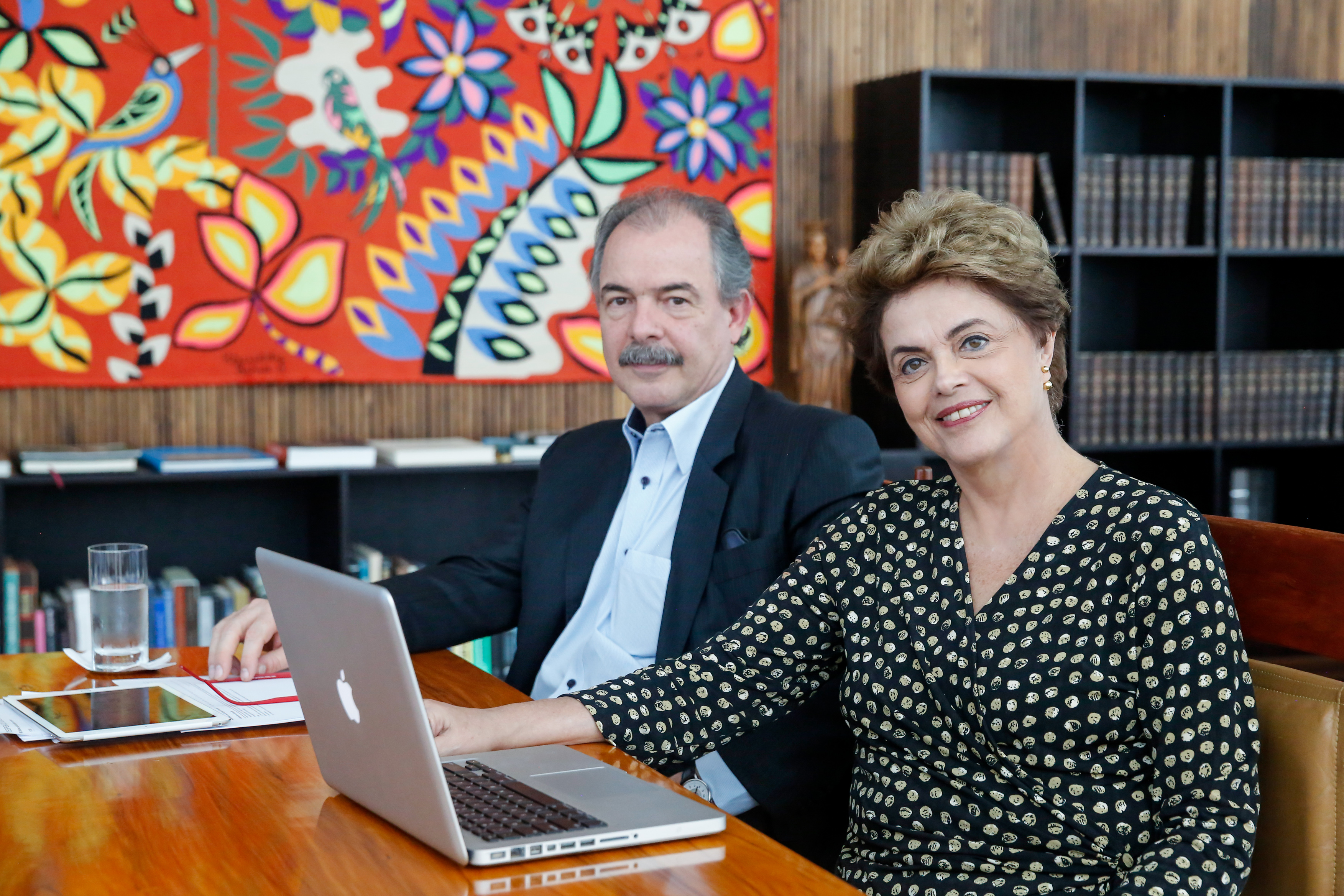
Dilma Rousseff acompanhada de Aloizio Mercadante durante Face to Face no Palácio da Alvorada em 2016.

Em 15 março de 2016, após a homologação da delação premiada do senador Delcídio do Amaral, documentos liberados pelo Supremo Tribunal Federal citam Aloizio Mercadante como suposto homem do governo para impedir a delação de Delcídio: "Mercadante prometeu usar a influência política do governo junto ao Senado e ao Supremo Tribunal Federal para tentar evitar a cassação do petista e conseguir sua libertação". Além disto um áudio confirma que Mercadante tentou atuar para livrar Delcídio. A presidente Dilma Roussef disse em nota que "repudia com veemência e indignação a tentativa de envolvimento do seu nome na iniciativa pessoal do ministro Aloizio Mercadante".
Em nota, Mercadante negou as acusações. No dia 4 de Maio de 2016, Mercadante foi incluído em lista de Rodrigo Janot, que pede que seja investigado.
Em 2017, o ex-ministro Aloizio Mercadante foi absolvido de forma unânime pela comissão de ética da Presidência da República da tentativa de impedir a delação de Delcídio.
O Ministério Público Federal solicitou, em março de 2022, o arquivamento do inquérito contra Mercadante. “Faltam elementos mínimos a justificar a abertura de um processo penal” aponta o MPF no pedido de arquivamento.